# Miomantis devylderi
Miomantis devylderi es una especie de mantis de la familia Mantidae.

## Distribución geográfica
Se encuentra en el Congo.